# Алешандре Бріту
Алеша́ндре Міге́л Соа́ріш Карва́лью Брі́ту (порт. Alexandre Miguel Soares Carvalho Brito; нар. 19 липня 2005, Лісабон) — португальський футболіст, півзахисник клубу «Спортінг».

## Клубна кар'єра
Виступав за юнацькі команди «Каренке» та «Лінда-а-Велья», а 2017 року приєднався до академії лісабонського «Спортінга». 22 лютого 2022 року підписав зі «Спортінгом» свій перший професіональний контракт, після чого був переведений до резервної команди перед сезоном 2023–24. 9 серпня 2023 року в складі «Спортінга Б» дебютував у професіональному футболі в матчі Терсейра-ліги проти «Амори».
27 січня 2024 року в поєдинку Терсейра-ліги проти «Перу-Піньєйру» забив свій перший гол у кар'єрі. 30 квітня 2024 року продовжив контракт з клубом до 2027 року.
15 лютого 2025 року дебютував в основному складі «Спортінга» в матчі Прімейра-ліги проти «Ароки», вийшовши на заміну Жуану Сімойншу. 19 лютого в поєдинку Ліги чемпіонів УЄФА проти дортмундської «Боруссії» дебютував у єврокубках.

## Кар'єра в збірній
Виступав за збірну Португалії до 18 років.

## Статистика виступів
Станом на 10 травня 2025
| Клуб              | Сезон             | Чемпіонат         | Чемпіонат | Чемпіонат | Кубок | Кубок | Кубок ліги | Кубок ліги | Єврокубки | Єврокубки | Інші  | Інші | Всього | Всього | Всього |
| Клуб              | Сезон             | Дивізіон          | Матчі     | Голи      | Матчі | Голи  | Матчі      | Голи       | Матчі     | Голи      | Матчі | Голи | Матчі  | Голи   |        |
| ----------------- | ----------------- | ----------------- | --------- | --------- | ----- | ----- | ---------- | ---------- | --------- | --------- | ----- | ---- | ------ | ------ | ------ |
| Спортінг Б        | 2023–24           | Терсейра-ліга     | 25        | 2         | —     | —     | —          | —          | —         | —         | —     | —    | 25     | 2      |        |
| Спортінг Б        | 2024–25           | Терсейра-ліга     | 13        | 0         | —     | —     | —          | —          | —         | —         | —     | —    | 13     | 0      |        |
| Спортінг Б        | Всього            | Всього            | 38        | 2         | 0     | 0     | 0          | 0          | 0         | 0         | 0     | 0    | 38     | 2      |        |
| Спортінг          | 2024–25           | Прімейра-ліга     | 2         | 0         | 1     | 0     | 0          | 0          | 1         | 0         | 0     | 0    | 4      | 0      |        |
| Всього за кар'єру | Всього за кар'єру | Всього за кар'єру | 40        | 2         | 1     | 0     | 0          | 0          | 1         | 0         | 0     | 0    | 42     | 2      |        |

1. ↑  Матчі в Лізі чемпіонів УЄФА

## Досягнення
«Спортінг»
- Чемпіон Португалії: 2024–25[10]
- Володар Кубка Португалії: 2024–25[11]